# La Chevillotte
La Chevillotte település Franciaországban, Doubs megyében. Lakosainak száma 143 fő (2022. január 1.). La Chevillotte Gennes, Naisey-les-Granges, Nancray, Saône, Bouclans és Mamirolle községekkel határos.

## Népesség
A település népességének változása:
| Lakosok száma | 53   | 83   | 82   | 80   | 125  | 139  | 147  | 158  | 160  | 143  |
|               | 1968 | 1982 | 1990 | 2006 | 2013 | 2015 | 2017 | 2019 | 2020 | 2022 |